# Mesacanthoides caputmedusae
Mesacanthoides caputmedusae is een rondwormensoort uit de familie van de Thoracostomopsidae. De wetenschappelijke naam van de soort is voor het eerst geldig gepubliceerd in 1918 door Ditlevsen.